# Sinfonía Sevillana
Sinfonía Sevillana (« Symphonie sévillane » en français) est un poème symphonique de Joaquín Turina composé en 1920.

## Structure
1. Panorama
2. Sur le fleuve Guadalquivir
3. Fête à San-Juan-de-Aznalfarache

Durée d'exécution: env. vingt minutes

## Instrumentation
Trois flûtes (dont un piccolo), deux hautbois, un cor anglais, trois clarinettes (dont une clarinette basse), trois bassons (dont un contrebasson), quatre cors, trois trompettes, trois trombones, un tuba, harpe, timbales, batterie, cordes.